# Henri Ey
Cet article possède un paronyme, voir Henriet.
 (mars 2021).
Henri Marie Jean Louis Ey est un neurologue et psychiatre français, médecin-chef de l'hôpital psychiatrique de Bonneval (Eure-et-Loir), né le 10 août 1900 à Banyuls-dels-Aspres et mort le 7 novembre 1977 dans la même ville.

## Biographie
Né dans une famille de vignerons catalans, catholiques pratiquants, qui l'enverront chez les Frères, Henri Ey commence ses études de médecine à Toulouse en 1917, puis il les poursuit à Paris à partir de 1920 et obtient son doctorat de médecine en 1926. Il obtient également une licence de philosophie et un diplôme de médecine légale. Il passe le médicat avec son ami Jean Picard en 1924. Il est interne des hôpitaux de Paris à l’hôpital Sainte-Anne (1925-1931), en compagnie d'Eugène Minkowski, Jacques Lacan, Pierre Mâle, et rencontre Renée Schlouch, qui devient son épouse. Puis il est chef de clinique (1931-1933) à la Clinique des Maladies mentales et de l'Encéphale à Sainte-Anne dont le patron est le Professeur Henri Claude.

### Carrière

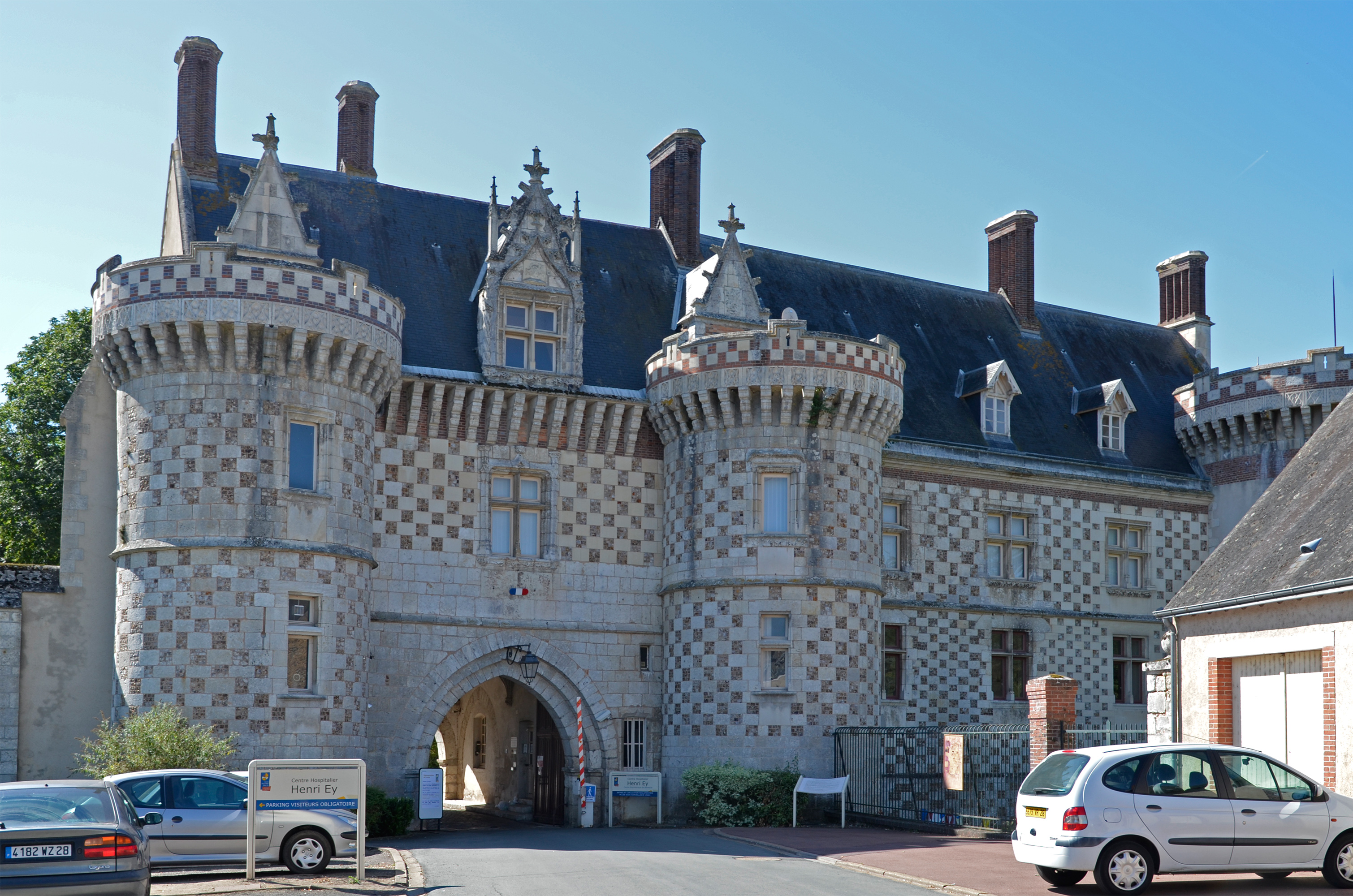
L'hôpital Henri-Ey à Bonneval

Élève d’Henri Claude, il devient en 1933 médecin-chef de l’hôpital psychiatrique de Bonneval, où il reste jusqu'à sa retraite en 1970. Il conserve un enseignement à l'hôpital Sainte-Anne, connu sous le nom des « mercredis de Sainte-Anne ».
Collaborateur du psychiatre et philosophe Minkowski, il devient cofondateur avec lui du mouvement et directeur de la revue L'Évolution psychiatrique à partir de 1945, il participe, en 1950 à la fondation de l’Association mondiale de psychiatrie (en) dont il devient, la même année, secrétaire général, contribuant à la préparation du premier congrès de l’association à Paris, en 1950.
Il est également impliqué dans l'action syndicale du syndicat des médecins des hôpitaux psychiatriques, fondé le 9 juillet 1945. Il en devient secrétaire général à la suite de Georges Daumezon en 1955, puis président en 1959. 

### Les colloques de Bonneval
Il exerce une influence déterminante sur toute une génération de psychiatres à travers les colloques de Bonneval, qui réunissent médecins, psychanalystes, neurologues et philosophes, et son enseignement délivré à la bibliothèque de l'hôpital parisien Sainte-Anne. Ses écrits érudits, notamment un traité de psychiatrie, demeurent une référence clinique.
Plusieurs colloques :
- 1942 : L’histoire naturelle de la folie
- 1943 : Les rapports de la neurologie et de la psychiatrie (avec Ajuriaguerra et Hécaen)
- 1946 : Le problème de la psychogenèse des psychoses et névroses (avec Lacan, Bonnafé, Follin et Rouart)
- 1950 : L’hérédité en psychiatrie (avec Duchêne)
- 1956 : La psychopathologie et le problème de la volonté
- 1957 : Les schizophrénies (avec Follin, Stein, Mâle, Green, Leclaire, Perrier, Racamier, Lébovici, Diatkine, Danon-Boileau, Rumke, Morselli et Laboucarié)
- 1960 : L’inconscient (avec Blanc, Diatkine, Follin, André Green, Lairy, Lacan, Georges Lanteri-Laura, Jean Laplanche, Serge Lebovici, Serge Leclaire, Lefebvre, Perrier, Paul Ricœur, Stein, de Waelhens…)

### Travaux
Il est l’auteur de nombreux et volumineux ouvrages (une « œuvre ») dont une synthèse, dite « organodynamique », faite à partir des théories psychanalytiques de Sigmund Freud et d’Eugen Bleuler et de la neurologie de John Hughlings Jackson, en 1936, soit vingt ans avant l’apparition des traitements neuroleptiques. En affirmant dans la ligne du dernier Jean-Martin Charcot et en opposition à la génération précédente, celle de Paul Guiraud, le primat de la hiérarchie des fonctions psychiques sur l’organisation anatomique du cerveau et du système nerveux, il a fondé une psychiatrie dynamique, complexe et humaniste qui, dépouillée de ses présupposés mécaniques, fait place à l’évolution singulière du psychisme du patient sans oblitérer les déterminations somatiques de celui-ci.
Henri Ey s'est attaché à souligner à la fois les soubassements organiques (hérédité, physiopathologie, neuromédiateurs cérébraux, etc.) et la perspective dynamique, psychanalytique à l'écoute de la parole du sujet. Son approche s'intitule l’organodynamisme.
L'organodynamisme tente une synthèse entre les symptômes psychiatriques et les données neurophysiologiques. Il se base sur l'idée que la défaillance d'une fonction peut engendrer l'excessif développement d'une autre jusqu'au saut dans le pathologique. Toutes les fonctions psychiques et organiques sont donc liées entre elles, en une forme hiérarchique.
Ses sources historiques et théoriques sont à chercher dans le courant jacksonien et néo-jacksonien.
L'histoire du jacksonisme en psychiatrie est d'abord celle d'un échange entre le fait clinique neurologique et l'évolutionnisme. Dans les années 1930, paraissent certaines œuvres de John Hughlings Jackson : le modèle de Jackson est aussi applicable à la psychiatrie, par exemple on l'a utilisé dans la description de la schizophrénie (distinction des symptômes primaires et des symptômes secondaires).
Plon et Roudinesco affirment que « selon Ey, il faut réunir la neurologie à la psychiatrie pour doter cette dernière d’une véritable théorie capable d’intégrer le freudisme ».
Robert-Michel Palem précise : « Il y a bien chez Ey les 3 protagonistes mentionnés par É. Roudinesco, mais distribués autrement et plus étroitement imbriqués. Ey est déjà, depuis les années vingt, partiellement freudien. En 1948, dans les Études psychiatriques, il écrit : « Toute théorie des troubles mentaux qui risquerait d'écarter des connaissances, de la science, de l'anthropologie psychiatrique, tous les faits que les psychanalystes ont, grâce à Freud, découverts, serait tout simplement dérisoire ». Mais peu avant sa mort, il écrit : « La conception organodynamique de la psychiatrie a pour corollaires que la psychiatrie est une partie de la médecine et qu’elle relève en fin de compte de la neurologie, dont la connaissance est indispensable aux psychiatres. »
Le freudisme, Ey l’a bien intégré : la « première topique » tout au moins. Il peut s’accommoder de la seconde topique dans son organodynamisme, en la modifiant assez sensiblement. Mais il préférera remplacer l’« appareil psychique » de Freud par son « corps psychique ». Ce n’est plus une référence étroite à la neurologie jacksonienne des années trente, mais tout autant à Spencer et François Jacob pour les perspectives évolutionnistes, d’une part ; à Jean-Paul Sartre puis Emmanuel Mounier et Paul Ricœur, d’autre part, pour la conscientisation et l’action : pour la « possibilité de produire un ordre transcendental d’existence, c’est-à-dire d’histoire et de système personnel des valeurs et des relations », dit-il. « Le corps psychique n’est pas seulement comme le corps vivant un organisme finalisé, il est le novum organum de l’existence par quoi s’ajoute à l’ordre de la vie l’ordre de l’esprit ».
En revanche, Ey regrette vivement que la psychanalyse en France n’ait pas voulu s’intégrer plus étroitement à la médecine, ait préféré la tour d’ivoire (son « complexe obsidional » dira Éliane Amado Levy-Valensi) à l’Académie nationale de médecine.

## L'enseignement d'Henri Ey à Sainte-Anne[7]
Les activités d’enseignant d’Henri Ey débutent pendant ses années de clinicat. De 1932 à 1938, ces conférences sont avant tout destinées à préparer les internes au concours des Hôpitaux psychiatriques. Après la Libération, elles se poursuivent pendant la guerre à la bibliothèque de Sainte-Anne et leur audience s’amplifie  jusqu’à compter une centaine d’internes tous les mercredis après-midi. Ey ne donne pas de conférences, il les « offre » selon le mot de Georges Daumézon : conférences brillantes, servies par l’érudition et les qualités oratoires du conférencier. L’après-midi débute par deux présentations de malades par H. Ey et Sven Follin à l’amphithéâtre Magnan puis l’auditoire se transporte à la bibliothèque médicale pour l’exposé d’une question. À la fin du cycle (qui dure deux ans), Ey consacre la dernière conférence à « un survol » de l’Histoire de la Psychiatrie… Tous ses auditeurs soulignent la très grande qualité d’écoute du conférencier qui donnait toujours l’assurance à son interlocuteur, même si les débats pouvaient être vifs, d’être traité sur un pied d’égalité. Cet enseignement est plus qu’un groupe d’études, c’est une École, « animée par son “leader” » mais où l’esprit qui domine est celui « d’une intellectuelle infidélité à l’égard du maître » selon l'expression d'André Green.

## Le Cercle d’Étude Psychiatrique
En 1952, Henri Ey crée le Prix de L’Évolution Psychiatrique. Il s’agit d’organiser sous le patronage de l’Évolution Psychiatrique un concours de conférences parmi les internes. Cette reprise du séminaire est nommée Cercle d’Études psychiatriques. Ces conférences sont conformes au projet de Ey de constituer une « histoire naturelle de la folie », projet qu’il porte depuis le début des années 1940 mais qui se voudrait aujourd’hui une œuvre plus collective. Ces conférences d’internes sont publiées et réunies en volumes périodiques nommés Entretiens Psychiatriques dont la publication s’étale de 1952 à 1967. 

### Henri Ey et le Japon
De nombreux psychiatres japonais ont échangé avec H. Ey, de son vivant (O. Miyagi, T. Miura, T. Fukuda, J. Koike, A. Miyoshi…), puis avec ses élèves, après sa mort (Sh. Horiuchi, K. Takemasa, H. Akimoto, F. Furukawa, S. Kato, T. Hamanaka, J. Kageyama, T. Fujimoto…). Au Japon, « l’œuvre d’H. Ey est fréquemment mise en valeur par les professeurs de neuropsychologie, de neurophysiologie et biologie cérébrale, c’est-à-dire de nos jours par la majorité des enseignants universitaires » (M .Hoshina et M. Matsumoto)[réf. incomplète].
Son ouvrage sur La Conscience a été traduit en 1969 par le Pr H. Ohashi (de Kyoto) et réédité de nombreuses fois au Japon. Son Traité des hallucinations (Masson, Paris, 1973, 1543 p.) a été traduit au Japon en 1996 (M. Komiyama, Miyamoto et coll.). Le Dr T. Fujimoto (de Miyazaki) poursuit depuis une vingtaine d’années un programme impressionnant de traduction en japonais des Études psychiatriques d’H. Ey et de certains de ses élèves.

## Quelques publications
- Hallucinations et délire, Alcan 1934. réédité, éd. L'Harmattan, 2000 (ISBN 2-7384-7843-3).
- Des idées de Jackson à un modèle organo-dynamique en psychiatrie, Doin 1938, Privat 1975, L’Harmattan 2000 (ISBN 2-7384-5926-9).
- Le Problème de la psychogenèse des névroses et des psychoses (avec L. Bonnafé, S. Follin, J. Lacan, J. Rouart), Desclée de Brouwer, 1950. Réédition 1977 et 2004 (Tchou).
- " Études psychiatriques "  chez Desclée de Brouwer & Cie, T. I, 1948, 296 pages ; T. II (Aspects séméiologiques), 1950, 550 p. ; T. III, 1954.
- Traité de psychiatrie de l’Encyclopédie médico-chirurgicale (avec 142 collaborateurs), 3 tomes, 1955.
- Manuel de psychiatrie (avec Bernard et Brisset), Masson 1960, 7e réédition,  éd. Elsevier Masson, 2010 (ISBN 2294711580) ; (« Le » Ey).
- Psychiatrie animale (avec Abel Brion), Desclée de Brouwer, Paris, 1964, 606 p. Rééd. CREHEY, Perpignan 2018 (t. 1) et 2019 (t. 2).
- L’Inconscient, 1 vol. Desclée de Brouwer 1966, 2004 (Tchou), réédition : L'Inconscient : VIe colloque de Bonneval, éd., Bibliothèque des Introuvables, 2006.
- La Conscience, 1 vol. P.U.F. 439 pages (1963), et Desclée de Brouwer 1968.
- Conscience, article in Encyclopædia universalis, vol. IV, mai 1969, p. 922-927.
- « La dissolution de la conscience dans le sommeil et le rêve et ses rapports avec la psychopathologie. Esquisse d'une théorie de la relativité généralisée de la désorganisation de l'être conscient et des diverses maladies mentales », in L'Évolution psychiatrique rééd. 2007, no 72 (ISSN 0014-3855).
- Traité des hallucinations, Masson 1973, 2 tomes, 2004 (Tchou), réédition t. 1, éd. Bibliothèque des Introuvables, 2006 (ISBN 2-84575-185-0), t. 2, éd. Bibliothèque des Introuvables, 2006.
- La Notion de schizophrénie (séminaire de Thuir), Desclée de Brouwer 1975.
- Schizophrénie : études cliniques et psychopathologiques, éd. Empêcheurs Penser en Rond, 1996 (ISBN 2-908602-82-2).
- Psychophysiologie du sommeil et Psychiatrie, Masson 1974.
- Défense et Illustration de la psychiatrie, Masson 1977.
- Naissance de la médecine, 1 vol., Masson, 1981.
- Le Déchiffrement de l'inconscient.Travaux psychanalytiques (texte de 1964), éd. L'Harmattan, 2005 (ISBN 2-7475-8008-3).
- Neurologie et Psychiatrie (texte de 1947), éd. Hermann, 1998 (ISBN 2-7056-6372-X).

## Distinctions et postérité

### Distinctions
- Officier de la Légion d'honneur (1959)
- Officier de l'ordre de la Santé publique (1956)
- Docteur honoris causa, universités de Barcelone, Hambourg, Lima, Montréal et Zurich

### Postérité
Portent son nom :
- Au sein du Groupe hospitalier universitaire Paris psychiatrie & neurosciences : 
  - L'unité intersectorielle d'accueil situé porte de Choisy dans le XIIIe arrondissement (Paris)[9] ;
  - La bibliothèque médicale de l'hôpital Sainte-Anne[10]
- L'hôpital psychiatrique de Bonneval[11]
- Une des unités de l'hôpital psychiatrique de Saint-Étienne-du-Rouvray
- Une des unités du Centre hospitalier Le Vinatier à Lyon
- L'un des pavillons de l'EPSAN
- L'une des portes de l'hôpital Saint-Jacques de Nantes

- Une unité d’un des deux centres psychothérapiques de Bourg-en-Bresse aujourd’hui à l’abandon portait son nom, le second est toujours en activité.
- Un pavillon au Centre Hospitalier Spécialiste de Savoie à Bassens
- Unité psychiatrique Henri Ey du CHS de Sens dans l'Yonne
- Un pavillon "Henri Ey" au Centre hospitalier universitaire de Montpellier sur l'hôpital de la Colombière[12]

### Archives
Les archives municipales de Perpignan conservent un « fonds Henri-Ey » (7S), notamment sur ses relations avec le Japon.

### Association
La liste de 77 psychiatres japonais (dont 45 hospitalo-universitaires) ayant apporté leur soutien à la création en France d’une Association pour une fondation Henri-Ey à Perpignan, est publiée dans le no 9 de L’Information psychiatrique. Leur aide matérielle et morale a favorisé la réédition et la traduction des œuvres maîtresses d’H. Ey et l’édition d’une revue bi-annuelle, Les Cahiers Henri-Ey à partir de 2000, aux Presses littéraires de Saint-Estève (France) 66240  (ISSN 1631-5391), (ISBN 978-2-901197-10-2). Siège à Perpignan (66000), 1 bis rue B. Franklin (Dr RM. Palem) et 2 rue Leon-Dieudé (Dr P. Belzeaux).